# Жовтнева (станція метро, Кільцева лінія)
55°43′46″ пн. ш. 37°36′40″ сх. д. / 55.72944° пн. ш. 37.61111° сх. д.
«Жовтне́ва» (рос. Октябрьская, для відрізнення від однойменної станції Калузько-Ризької лінії додається уточнення «кільцева») — станція Кільцевої лінії Московського метрополітену. Розташована між станціями «Добринінська» і «Парк культури».

## Технічна характеристика
Конструкція станції — пілонна трисклепінна (глибина закладення — 40 м). Діаметр всіх трьох залів — 9,5 м.

## Колійний розвиток
Станція без колійного розвитку.

## Оздоблення
Наземний вестибюль має вигляд павільйону з арковими проходами. З 1990 вестибюль вбудований у нову будівлю Московського інституту сталі і сплавів. Вестибюль прикрашений барельєфами, що зображають двох фанфаристів; барельєфи підсвічені світильниками у вигляді колон.
Пілони оздоблені сірим мармуром. Колійні стіни покриті жовтуватою керамічною плиткою і прикрашені кахлями у вигляді вінків. Підлога викладена сірим і червоним гранітом; по периметру центрального залу — візерунчаста вставка зі смуг темного і світлого мармуру, що чергуються. У касовому і ескалаторному залах розташовані барельєфи роботи. Пілони прикрашені медальйонами із зображеннями радянських воїнів. У торці центрального залу знаходиться арка, простір за якою, відгороджено кованими ґратами, підсвічено блакитним світлом і символізує повоєнний світ. Поруч з аркою — дві потужних колони-світильника. На пілонах — світильники у формі смолоскипів з анодованого алюмінію роботи Дамського А. І. За оздобленням схожа зі станцією «Пушкінська» Петербурзького метрополітену, також оформленої Л. М. Поляковим.

## Вестибюлі і пересадки
Станція має наземний вестибюль, що виходить на Ленінський проспект. З центру залу можна здійснити пересадку на однойменну станцію Калузько-Ризької лінії, відкриту в 1962.
- Метростанцію  «Жовтнева»
- Автобуси: м1, м16, е10, е12, е85, 111, 196, 297, с910, Б, н11;
- Трамваї: 14, 26, 47